# Enrique París Prieto
Enrique París Prieto (Santafé, 1815-Simijaca, 19 de julio de 1865) fue un empresario colombiano de reconocido espíritu progresista, precursor del mejoramiento de razas vacuna y caballar así como de la textilería de Colombia. Célebre por la descomunal iniciativa para la época de desecar la laguna de Fúquene para poner al servicio de la agricultura colombiana sus suelos productivos. 

## Empresario

### Pionero en ganadería y caballos
Enrique París trajo de Londres a Colombia, el primer caballo reproductor pura sangre árabe llamado Azael, de color castaño y que había competido y ganado en su país de origen, proveniente del criadero del señor Eleves. Dentro de la misma encomienda hizo traer París arados y rastrillos Además de mejorar las razas locales, se propuso París el impulso de las carreras de caballos, proyecto que se llevó a cabo como consta en el periódico El Mosaico de Eugenio Díaz y José María Vergara, mediante escrito de José Manuel Marroquín Ricaurte en el que reseñó las competencias ejecutadas en 1847 y destacó a los ejemplares de Enrique París, conocidos como Azaeles. 
En 1857, París trajo de Londres a dos toretes hereford o careto, transportados en el vapor Saladín que desembarcó su carga en Cartagena con destino a Simijaca, junto con avanzados arados y rastrillos. Por la misma época, Enrique París hizo traer a Colombia los primeros ejemplares de raza holstein y dos burros garañones.

### Impulso de la industria de textiles
Con el caballo y las reces, también trajo París ovejas de cría de la raza Leicester, acompañadas por máquinas de tejido para mejorar el procesamiento de lana en la sabana de Bogotá.

### Laguna de Fúquene
Enrique París decidió retomar el contrato que su padre José Ignacio no pudo explotar en 1822, cuando el Gobierno le había otorgado la propiedad de la Laguna de Fúquene para secarla y destinar sus fértiles suelos a la agricultura. Para ello, acudió en 1846 al gobierno del general Mosquera, solicitando la caducidad del contrato para que le fuera reasignado. El mandatario aprobó la solicitud, pero terminó concediendo la propiedad de la laguna a los generales Valerio Francisco Barriga, Joaquín París y Francisco Urdaneta y al coronel Emigdio Briceño, como recompensa por sus servicios prestados a la independencia. Empeñado en su proyecto, Enrique París le compró sus derechos a los militares recompensados y a Camilo Sarmiento que se había anticipado en la compra de varias acciones.
Los trabajos de desecación los proyectó París mediante la construcción de canales que aceleraran la salida de aguas de la laguna por el monte del Moro, siendo el principal el Canal París, del que aun quedan vestigios. También inició la canalización del río La Balsa, para hacer navegable el trayecto de Fúquene a la quebrada Las Vigas en Saboyá. La alta exigencia presupuestal, la demanda de estudios técnicos, las disposiciones legales y la guerra civil de 1860, se cuentan entre los grandes contratiempos que enfrentó París para cumplir el objetivo de la empresa.
Los obstáculos pasaron también al plano familiar. Muy a pesar de haber adquirido París la hacienda Aposentos de Simijaca por encontrar en la propiedad un palacete que correspondía al origen noble de su esposa inglesa, tanto la carencia de vida social del lugar como un incidente de incendio que amenazó la vida de su familia; llevó a Eliza Stronach a tomar a sus hijos y regresar a Londres. París continuó con persistencia en la ejecución de su proyecto, pero fue sorprendido por una fiebre que lo condujo a la muerte en Simijaca a los 49 años de edad.
La novedad del deceso de París obligó a Eliza Stronach a volver a Colombia para afrontar el complicado proceso de sucesión de su esposo, nutrido de demandas por cuenta de las acreencias del proyecto de desecación. Los fallos favorecieron a los prestamistas, quedando la hacienda Aposentos en manos del empresario antioqueño Pedro Uribe Arango. Los hermanos París Stronach vendieron la laguna y la empresa de explotación al abogado José María Saravia, quien falleció sin alcanzar el cometido. La laguna fue adquirida a la viuda de Saravia por Aurelio París Sanz de Santamaría, primo hermano de Enrique París, quien tampoco alcanzó el propósito, por lo que su juicio de sucesión le asignó esta propiedad a una hija del empresario fallecido en 1899, doña Mercedes París Gómez. 

## Filántropo
París Prieto financió en 1845 la adecuación de varias calles de Bogotá, entre ellas la que conectaba a la plaza de Las Nieves con el panteón del mismo nombre (actual calle 20 entre carreras 7a y 6a). El cruce de su caballo pura sangre lo permitió a varios ganaderos sin cobrar por ello rubro alguno, en cumplimiento de su propósito de mejorar las condiciones productivas del país.

## Familia
Enrique París Prieto fue el segundo hijo del capitán José Ignacio París Ricaurte y de Juana María Prieto Ricaurte, quienes tenían doble parentesco por ser hijos de dos primos hermanos por un lado, y por otro nieta e hijo de otros primos hermanos. Fue su hermana mayor doña Manuela París Prieto, esposa de Diego Tanco Armero; y su medio hermano el mayor del Ejército Esteban París Ortega, fundador de la primera rama del apellido en Ibagué. La muerte temprana de Juana María Prieto dejó huérfano a Enrique París a los tres años de edad. En 1939 se radicó junto a su padre en Europa, recibiendo educación en Inglaterra bajo la condición de gentleman, país en el que contrajo matrimonio el 7 de agosto de 1843 en la Saint George Hanover Square de Londres con Elisa Stronach Grant, hija de Thomas James Stronach y Mary Grant. Fueron sus hijos Isabel María París de Vargas, María Alice París de Goodrich, Arthur París Stronach -nacidos en Bogotá-, José Henrique París Stronach, Constance Ada París de Herrán y Reginald París Stronach -nacidos en Londres-.
- Guillermo París Sanz de Santamaría